# Azubuike Oliseh
Azubuike Oliseh (Abavo, 18 november 1978) is een Nigeriaans voormalig profvoetballer die als verdediger speelde. Hij  speelde onder andere voor RSC Anderlecht, FC Utrecht, RBC Roosendaal en KSV Roeselare.
Hij speelde op de Olympische Zomerspelen 2000 en speelde dat jaar ook eenmaal voor het Nigeriaans voetbalelftal. 
Zijn broers Sunday en Egutu waren eveneens profvoetballer.